# 武隆縣 (蜀州)
武隆縣，唐武德元年置唐隆縣。長壽二年改名武隆縣，神龍元年復為唐隆縣，先天元年更名唐安縣。在今四川省崇慶縣。